# Xuyên xích thược

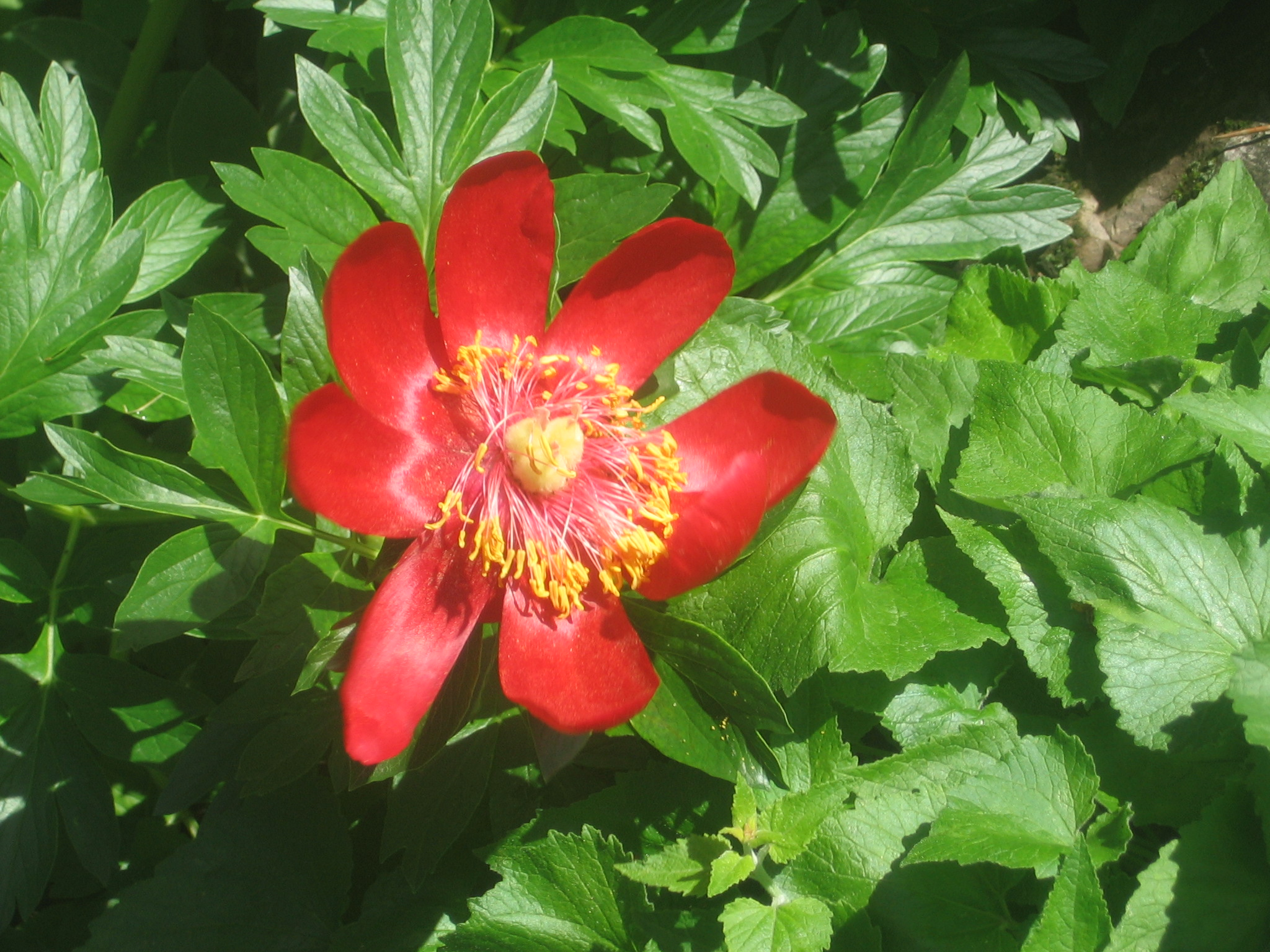
Xuyên xích thược

Xuyên xích thược (danh pháp hai phần: Paeonia veitchii) là một loài thực vật trong họ Paeoniaceae. Loài này được tìm thấy ở miền trung Trung Hoa.

## Phân loài
- Paeonia veitchii (nếu coi là một loài riêng): Xuyên xích thược
- Paeonia veitchii thứ leicoarpa: xích thược vỏ quả bóng
- Paeonia veitchii thứ uniflora: xích thược đơn hoa
- Paeonia veitchii thứ woodwardii: xích thược lông